# E3 Harelbeke 2018
61. edycja wyścigu kolarskiego E3 Harelbeke odbyła się w dniu 23 marca 2018 roku i liczyła 206,1 km. Start wyścigu oraz meta miały miejsce w Harelbeke. Wyścig figurował w rankingu światowym UCI World Tour 2018.

## Uczestnicy
Na starcie tego klasycznego wyścigu stanęło 25 zawodowych ekip, osiemnaście drużyn jeżdżących w UCI World Tour 2018 i siedem profesjonalnych zespołów zaproszonych przez organizatorów z tzw. "dziką kartą".
| Numery  | Kod | Drużyna                   |
| ------- | --- | ------------------------- |
| 1-7     | BMC | BMC Racing Team           |
| 11-17   | BOH | Bora-Hansgrohe            |
| 21-27   | ALM | Ag2r-La Mondiale          |
| 31-37   | QST | Quick-Step Floors         |
| 41-47   | LTS | Lotto Soudal              |
| 51-57   | AST | Astana Pro Team           |
| 61-67   | TBM | Bahrain-Merida            |
| 71-77   | FDJ | Groupama–FDJ              |
| 81-87   | MTS | Mitchelton-Scott          |
| 91-97   | MOV | Movistar Team             |
| 101-107 | DDD | Dimension Data            |
| 111-117 | EFD | EF Education First–Drapac |
| 121-127 | KAT | Team Katusha-Alpecin      |

| Numery  | Kod | Drużyna                      |
| ------- | --- | ---------------------------- |
| 131-137 | TLJ | Team LottoNL-Jumbo           |
| 141-147 | SKY | Team Sky                     |
| 151-157 | SUN | Team Sunweb                  |
| 161-167 | TFS | Trek-Segafredo               |
| 171-177 | UAE | UAE Team Emirates            |
| 181-187 | SVB | Sport Vlaanderen–Baloise     |
| 191-197 | WGG | Wanty-Groupe Gobert          |
| 201-207 | VWC | Verandas Willems-Crelan      |
| 211-217 | WVA | WB Aqua Protect Veranclassic |
| 221-227 | DEN | Direct Énergie               |
| 231-237 | RNL | Roompot-Nederlandse Loterij  |
| 241-247 | VCC | Vital Concept Cycling Team   |

## Klasyfikacja generalna
| M-ce | Imię i nazwisko   | Kraj       | Drużyna                   | Czas       |
| ---- | ----------------- | ---------- | ------------------------- | ---------- |
| 1.   | Niki Terpstra     | Holandia   | Quick-Step Floors         | 5h 03' 34" |
| 2.   | Philippe Gilbert  | Belgia     | Quick-Step Floors         | + 20"      |
| 3.   | Greg Van Avermaet | Belgia     | BMC Racing Team           | + 20"      |
| 4.   | Oliver Naesen     | Belgia     | Ag2r-La Mondiale          | + 20"      |
| 5.   | Tiesj Benoot      | Belgia     | Lotto Soudal              | + 20"      |
| 6.   | Jasper Stuyven    | Belgia     | Trek-Segafredo            | + 20"      |
| 7.   | Sep Vanmarcke     | Belgia     | EF Education First–Drapac | + 20"      |
| 8.   | Gianni Moscon     | Włochy     | Team Sky                  | + 20"      |
| 9.   | Zdeněk Štybar     | Czechy     | Quick-Step Floors         | + 20"      |
| 10.  | Stefan Küng       | Szwajcaria | BMC Racing Team           | + 20"      |
|      |                   |            |                           |            |
| 45.  | Michał Gołas      | Polska     | Team Sky                  | + 8' 09"   |
| 84.  | Łukasz Wiśniowski | Polska     | Team Sky                  | + 14' 05"  |